# Coreobagrus brevicorpus
Coreobagrus brevicorpus är en fiskart som beskrevs av Mori, 1936. Coreobagrus brevicorpus ingår i släktet Coreobagrus och familjen Bagridae. Inga underarter finns listade i Catalogue of Life.